# جبهة القوقاز
معارك القوقاز كانت سلسلة من عمليات دول المحور والعمليات السوفيتية في القوقاز كجزء من الجبهة الشرقية للحرب العالمية الثانية. في 25 يوليو 1942، استولت القوات الألمانية على روستوف أون دون، وفتحت منطقة القوقاز في جنوب الاتحاد السوفيتي أمام الألمان وهددت حقول النفط خارج مايكوب وغروزني وفي النهاية باكو. قبل يومين، أصدر أدولف هتلر توجيهًا لشن عملية في القوقاز تسمى عملية إديلويس. ستصل الوحدات الألمانية إلى أعلى توسعها في القوقاز في أوائل نوفمبر 1942، حيث وصلت إلى مدينة ألاغير ومدينة فلاديقوقاز، على بعد حوالي 610 كم من مواقع البداية. اضطرت قوات المحور إلى الانسحاب من المنطقة في وقت لاحق من ذلك الشتاء حيث هددت عملية زحل الصغير بحصارها.

## ترتيب المعركة

### الجيش الأحمر
- جبهة شمال القوقاز – المارشال سيميون بوديوني (حتى سبتمبر 1942)
- جبهة عبر القوقاز – جنرال الجيش إيفان تيولينيف
- أسطول البحر الأسود – نائب الأدميرال فيليب أوكتيابرسكي
- أسطول بحر آزوف – الأدميرال سيرجي جورشكوف

### الفيرماخت
مجموعة الجيوش أ – الفيلد مارشال فيلهلم لست
- الجيش الأول بانزر – الجنرال إيوالد فون كلايست (حتى 21 نوفمبر 1942)
- الجيش السابع عشر – غنرال أوبرست ريتشارد روف
- الجيش الروماني الثالث – الجنرال بيتر دوميتريسكو

## العمليات الألمانية
عملية إديلويس، التي سميت على اسم زهرة الجبل، كانت خطة ألمانية للسيطرة على القوقاز والاستيلاء على حقول النفط في باكو على الجبهة الشرقية للحرب العالمية الثانية. تمت الموافقة على العملية من قبل أدولف هتلر في 23 يوليو 1942. تضمنت القوات الرئيسية مجموعة الجيش أ بقيادة فيلهلم ليست، جيش بانزر الأول (إيوالد فون كليست )، جيش بانزر الرابع (العقيد جنرال هيرمان هوث)، الجيش السابع عشر (العقيد جنرال ريتشارد روف)، جزء من لوفتفلوت 4 ( فيلدمارشال فولفرام فريهر فون ريختهوفن) والجيش الروماني الثالث (الجنرال بيتر دوميتريسكو). دُعمت مجموعة الجيش أ إلى الشرق من قبل مجموعة الجيش ب بقيادة ماكسيميليان فون فايخس وطائرات الأسطول الجوي الرابع المتبقية (1000 طائرة إجمالاً). وتضمنت القوات البرية، برفقة 15 ألف عامل في صناعة النفط، 167 ألف جندي و4540 مدفعًا و1130 دبابة.

### الاستعدادات
تم إنشاء العديد من شركات النفط مثل "النفط الألماني في القوقاز" و"نفط الشرق" و"نفط كاربات" في ألمانيا. وحصلت على عقد إيجار حصري لمدة 99 عامًا لاستغلال حقول النفط في القوقاز. ولهذا الغرض، تم تسليم عدد كبير من الأنابيب - التي أثبتت فيما بعد فائدتها لعمال صناعة النفط السوفييتية. تم إنشاء التفتيش الاقتصادي الخاص "أ" برئاسة الفريق نيدنفور. قصف حقول النفط كان ممنوعا. وللدفاع عنهم من الدمار على يد الوحدات السوفيتية تحت قيادة نيكولاي بايباكوف وسيميون بوديوني، تم تشكيل فوج حراسة من قوات الأمن الخاصة وفوج القوزاق. قام رئيس أبفير بتطوير عملية شامل، والتي دعت إلى الهبوط في مناطق غروزني ومالجوبيك ومايكوب. وسيتم دعمهم من قبل الطابور الخامس المحلي.

### الأحداث

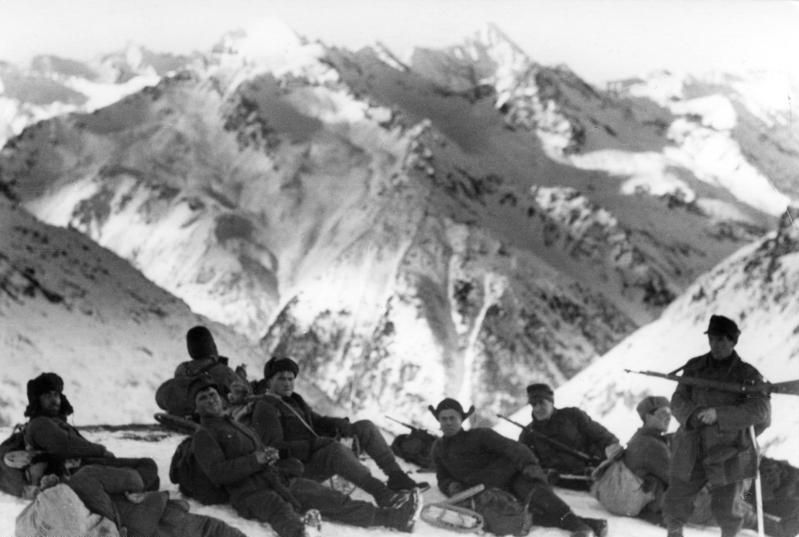
الجنود الألمان في القوقاز (1942)

بعد تحييد الهجوم السوفييتي المضاد في اتجاه إيزوم-بارفينكوفسك، هاجمت مجموعة الجيش الألماني أ بسرعة باتجاه القوقاز. عندما سقطت روستوف أون دون، الملقبة بـ "بوابات القوقاز"، في 23 يوليو 1942، تحركت وحدات الدبابات التابعة لإيفالد فون كلايست نحو سلسلة جبال القوقاز. قرر قائد فرقة "إديلفايس"، هيوبرت لانز، التقدم عبر وديان أنهار حوض نهر كوبان ومن خلال عبور ممر ماروخسكي (نهر مالي زيلينشوك)، تصل تيبيردا وأوشكولان إلى ممر كلوخورسكي، وفي نفس الوقت عبر ممر خوتيو تاو.
بالتزامن مع مناورات الالتفاف، كان من المفترض عبور سلسلة جبال القوقاز عبر ممرات مثل سانشارو وكلوخورسكي وماروخسكي للوصول إلى كوتايسي وزوغديدي وسوخومي والعاصمة الجورجية السوفيتية تبليسي. كانت وحدات الفرقة الجبلية الألمانية الرابعة، نشطة في هذا التوجه. لقد نجحوا في التقدم 30 كم باتجاه سوخومي. للهجوم من منطقة كوبان، والاستيلاء على الممرات المؤدية إلى إلبروس، وتغطية جناح "إديلفايس"، تم تشكيل مفرزة طليعة مكونة من 150 رجلاً بقيادة الكابتن (هاوبتمان) هاينز جروث. من كاراتشاي القديمة عبر قرية خورزوك ومضيق أولو كام، وصلت المفرزة إلى ممر خوتيو تاو، الذي لم تدافع عنه القوات السوفيتية. اكتسبت خوتيو تاو اسمًا جديدًا - "ممر الجنرال كونراد".
تم الوصول إلى نقطة انطلاق العملية على خط كراسنودار - بياتيغورسك - مايكوب في 10 أغسطس 1942. في 16 أغسطس، قامت الكتيبة بقيادة فون هيرشفيلد بخدعة ووصلت إلى مضيق كادار. في 21 أغسطس، رفعت قوات من الفرقة الجبلية الأولى علم ألمانيا النازية على قمة جبل إلبروس، أعلى قمة في كل من القوقاز وأوروبا.
بحلول 1 نوفمبر 1942، وصلت فرقة الدبابات الألمانية الثالثة والعشرون إلى ألاغير ووصلت فرقة الدبابات الثالثة عشرة إلى فلاديقوقاز، على بعد حوالي 610 كم من مواقع البداية. تم تطويق فرقة البانزر الثالثة عشرة من قبل الهجمات المضادة للجيش الأحمر بعد فترة وجيزة، لكنها تمكنت من الاختراق بمساعدة فرقة إس إس بانزر فيكينج الخامسة. دفعت هذه الأحداث إيوالد فون كلايست إلى وقف المزيد من العمليات الهجومية، مما أدى إلى استبداله بعد أسابيع.  
- 3 أغسطس 1942 - الجيش الألماني يستولي على ستافروبول
- 10 أغسطس 1942 - الجيش الألماني يستولي على مايكوب
- 12 أغسطس 1942 - الجيش الألماني يستولي على كراسنودار
- 23 أغسطس 1942 - الجيش الألماني يستولي على موزدوك
- 11 سبتمبر 1942 - الجيش الألماني والجيش الروماني يستوليان على نوفوروسيسك [3]
- 1 نوفمبر 1942 - الجيش الألماني يصل إلى مدينة ألاغير ومدينة فلاديقوقاز، في أوسيتيا الشمالية.

## العمليات السوفييتية

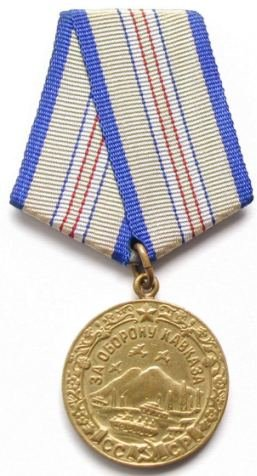
حصل حوالي 870.000 جندي سوفيتي على وسام الدفاع عن القوقاز اعتبارًا من 1 مايو 1944.

### 1941
لم تكن هناك عمليات عسكرية في المنطقة عام 1941. لكن المنطقة تأثرت بالحرب في أماكن أخرى من الاتحاد السوفييتي.
في مذكراته، روى قائد جبهة ما وراء القوقاز السوفييتية إيفان تيولينيف كيف حاول آلاف المدنيين الفرار من أوكرانيا إلى موانئ بحر قزوين الآمنة نسبيًا، مثل محج قلعة وباكو . أصبحت منطقة القوقاز منطقة صناعية جديدة عندما تم إخلاء 226 مصنعًا هناك أثناء عمليات الإخلاء الصناعي التي قام بها الاتحاد السوفيتي في عام 1941. بعد الاستيلاء على خط غروزني إلى كييف أثناء تقدم المحور، تم إنشاء رابط جديد بين موسكو وما وراء القوقاز مع بناء خط السكة الحديد الجديد الذي يمتد من باكو إلى أورسك (عبر أستراخان)، متجاوزًا الخط الأمامي في غروزني، بينما تم إنشاء خط ملاحي تم الحفاظ عليه فوق بحر قزوين عبر مدينة كراسنوفودسك في تركمانستان.

### 1942
في عام 1942، أطلق الجيش الألماني عملية إديلويس التي كانت تهدف إلى التقدم نحو حقول النفط في أذربيجان. تباطأ الهجوم الألماني عندما دخل الجبال في جنوب القوقاز ولم يحقق جميع أهدافه عام 1942. بعد الاختراقات السوفيتية في المنطقة المحيطة بستالينجراد، تم وضع القوات الألمانية في القوقاز في موقف دفاعي.
وشملت العمليات العسكرية السوفيتية
عملية تيخوريتسك-ستافروبول الدفاعية (25 يوليو - 5 أغسطس 1942)
عملية أرمافير-مايكوب الدفاعية (6-17 أغسطس 1942)
عملية نوفوروسيسك الدفاعية (19 أغسطس - 26 سبتمبر 1942)
عملية موزدوك-مالجوبيك الدفاعية (1–28 سبتمبر 1942)
عملية توابسي الدفاعية (25 سبتمبر - 20 ديسمبر 1942)
عملية نالتشيك-أوردجونيكيدزه الدفاعية (25 أكتوبر - 12 نوفمبر 1942)

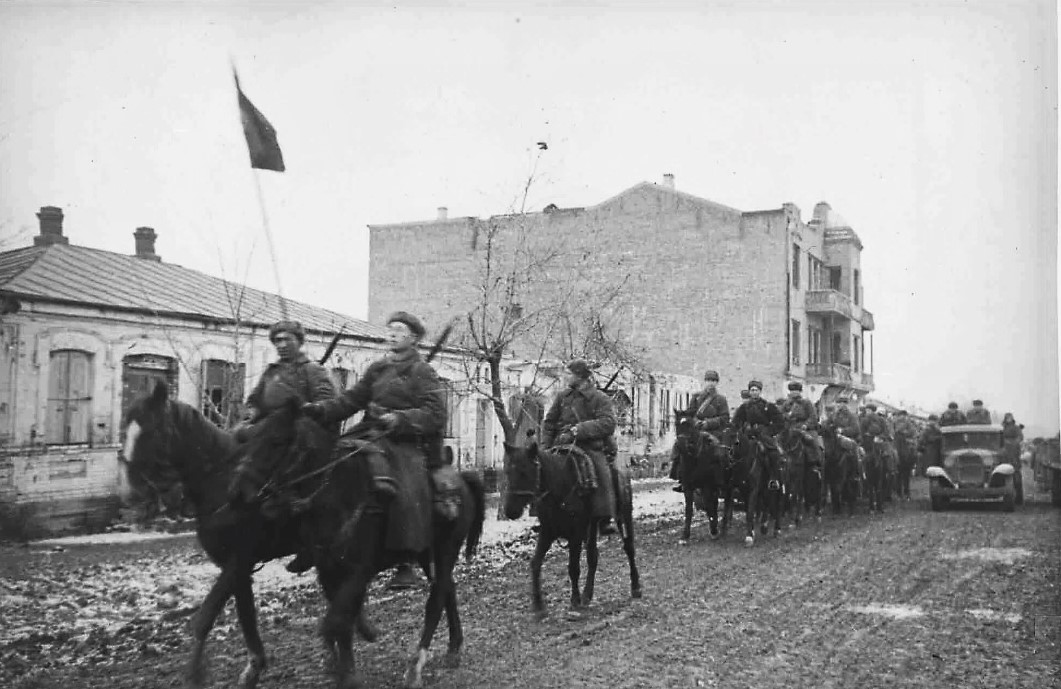
وحدات الجيش الأحمر تدخل مدينة موزدوك المحررة (يناير 1943).

وفي أوائل عام 1943، بدأ الألمان بالانسحاب وتعزيز مواقعهم في المنطقة بسبب النكسات التي تعرضوا لها في أماكن أخرى. أنشأوا خطًا دفاعيًا (رأس جسر كوبان) في شبه جزيرة تامان، وكانوا يأملون منه في نهاية المطاف إطلاق عمليات جديدة في القوقاز. ظل القتال ثابتًا إلى حد معقول حتى سبتمبر 1943 عندما أمر الألمان بانسحابات جديدة أنهت فعليًا فترة القتال في القوقاز.
تألفت العمليات السوفيتية في عام 1943 مما يلي:
الهجوم الاستراتيجي في شمال القوقاز (عملية الدون)
هجوم سالسك-روستوف (1 يناير - 4 فبراير 1943)
هجوم موزدوك-ستافروبول (1 يناير – 24 يناير 1943)
هجوم نوفوروسيسك-مايكوب (11 يناير - 4 فبراير 1943)
هجوم تيخوريتسك-إيسك (24 يناير - 4 فبراير 1943)
هجوم روستوف (5–18 فبراير 1943)
هجوم كراسنودار (9 فبراير – 24 مايو 1943)
عملية نوفوروسيسك-تامان (10 سبتمبر - 9 أكتوبر 1943)
تمت استعادة القاعدة العسكرية الرئيسية في نوفوروسيسك في سبتمبر 1943.
- 3 يناير 1943 - الجيش الأحمر يستعيد موزدوك
- 21 يناير 1943 - الجيش الأحمر يستعيد ستافروبول
- 23 يناير 1943 - الجيش الأحمر يستعيد أرمافير
- 29 يناير 1943 - الجيش الأحمر يستعيد مايكوب
- 4 فبراير 1943 - مشاة البحرية السوفييتية تصد محاولة ألمانية للهبوط في مالايا زيمليا، وهي حصن جزيرة يتحكم في الوصول إلى ميناء نوفوروسيسك. يسيطر السوفييت على هذه الجزيرة حتى يرتاحوا في سبتمبر، مما يمنع الألمان من استخدام الميناء.
- 12 فبراير 1943 - الجيش الأحمر يستعيد كراسنودار
- 16 فبراير 1943 - الجيش الأحمر يستعيد روستوف
- 9 سبتمبر 1943 - بدأ الألمان بالانسحاب من المواقع الدفاعية على الخط الأزرق
- 16 سبتمبر 1943 - الجيش الأحمر يحتل نوفوروسيسك، ويفك حصار البحارة ومشاة البحرية في مالايا زيمليا.
- 9 أكتوبر 1943 - الجيش الأحمر يسيطر على شبه جزيرة تامان بأكملها.

### 1944
خلال حملة ربيع الشتاء عام 1944 (1 يناير - 31 مايو)، تمكن الجيش السوفيتي من شن غزو لشبه جزيرة القرم من القوقاز، والتي تم استعادتها بالكامل بحلول 12 مايو 1944.
العمليات شملت:
عملية كيرتش-إلتيغن الهجومية البرمائية (31 أكتوبر 1943 - 11 ديسمبر 1944)
هجوم بيريكوب-سيفاستوبول (8 أبريل - 12 مايو 1944)
هجوم كيرتش-سيفاستوبول (11 أبريل - 12 مايو 1944)

## التمرد ضد السوفييت (1940–1944)
- تمرد 1940-1944 في الشيشان

## فهرس
- باللغة الروسية Иван Тюленев. Крах операции "Эдельвейс". Орджоникидзе, 1975.
- باللغة الروسية К.-М. Алиев. В зоне "Эдельвейса". М.-Ставрополь, 2005.
- Javrishvili K. Battle of Caucasus: Case for Georgian Alpinists, Translated by Michael P. Willis, 2017.

## روابط خارجية
- باللغة الروسية Ясен Дьяченко. История альпинизма. Война на Кавказе
- باللغة الروسية Великая Война – Кавказ
- باللغة الروسية Операция "Эдельвейс". Последняя тайна
- باللغة الروسية Товарищи под знаком Эдельвейса / Kameraden unterm Edelweiß